# Uroctea
Genre
Synonymes
- Clotho Walckenaer, 1809 nec Faujas de Saint-Fond, 1808
- Iphinoe Rafinesque, 1815

Uroctea est un genre d'araignées aranéomorphes de la famille des Oecobiidae.

## Distribution
Les espèces de ce genre se rencontrent en Asie, en Afrique et en Europe.

## Liste des espèces
Selon World Spider Catalog (version 25.0, 25/06/2024) :
- Uroctea chenyui Lin & Li, 2024
- Uroctea compactilis L. Koch, 1878
- Uroctea concolor Simon, 1882
- Uroctea durandi (Latreille, 1809)
- Uroctea gambronica Zamani & Bosselaers, 2020
- Uroctea grossa Roewer, 1960
- Uroctea hashemitorum Bosselaers, 1999
- Uroctea indica Pocock, 1900
- Uroctea lesserti Schenkel, 1936
- Uroctea limbata (C. L. Koch, 1843)
- Uroctea lutica Dimitrov, 2024
- Uroctea manii Patel, 1987
- Uroctea matthaii Dyal, 1935
- Uroctea multiprocessa Z. Z. Yang & Zhang, 2019
- Uroctea paivani (Blackwall, 1868)
- Uroctea quinquenotata Simon, 1910
- Uroctea schinzi Simon, 1887
- Uroctea semilimbata Simon, 1910
- Uroctea septemnotata Tucker, 1920
- Uroctea septempunctata (O. Pickard-Cambridge, 1872)
- Uroctea sudanensis Benoit, 1966
- Uroctea thaleri Rheims, Santos & van Harten, 2007
- Uroctea yunlingensis Z. Z. Yang & Zhao, 2019

Selon World Spider Catalog (version 23.5, 2023) :
- † Uroctea galloprovincialis Gourret, 1887

## Systématique et taxinomie
Clotho Walckenaer, 1809, préoccupé par Clotho Faujas de Saint-Fond, 1808, a été remplacé par Uroctea par Dufour en 1820.

## Publications originales
- Dufour, 1820 : « Descriptions de cinq arachnides nouvelles. » Annales Générales des Sciences Physiques, vol. 5, p. 198-209.
- Latreille, 1809 : Genera crustaceorum et insectorum, Paris, vol. 4, p. 370-371.